# ASTROS II

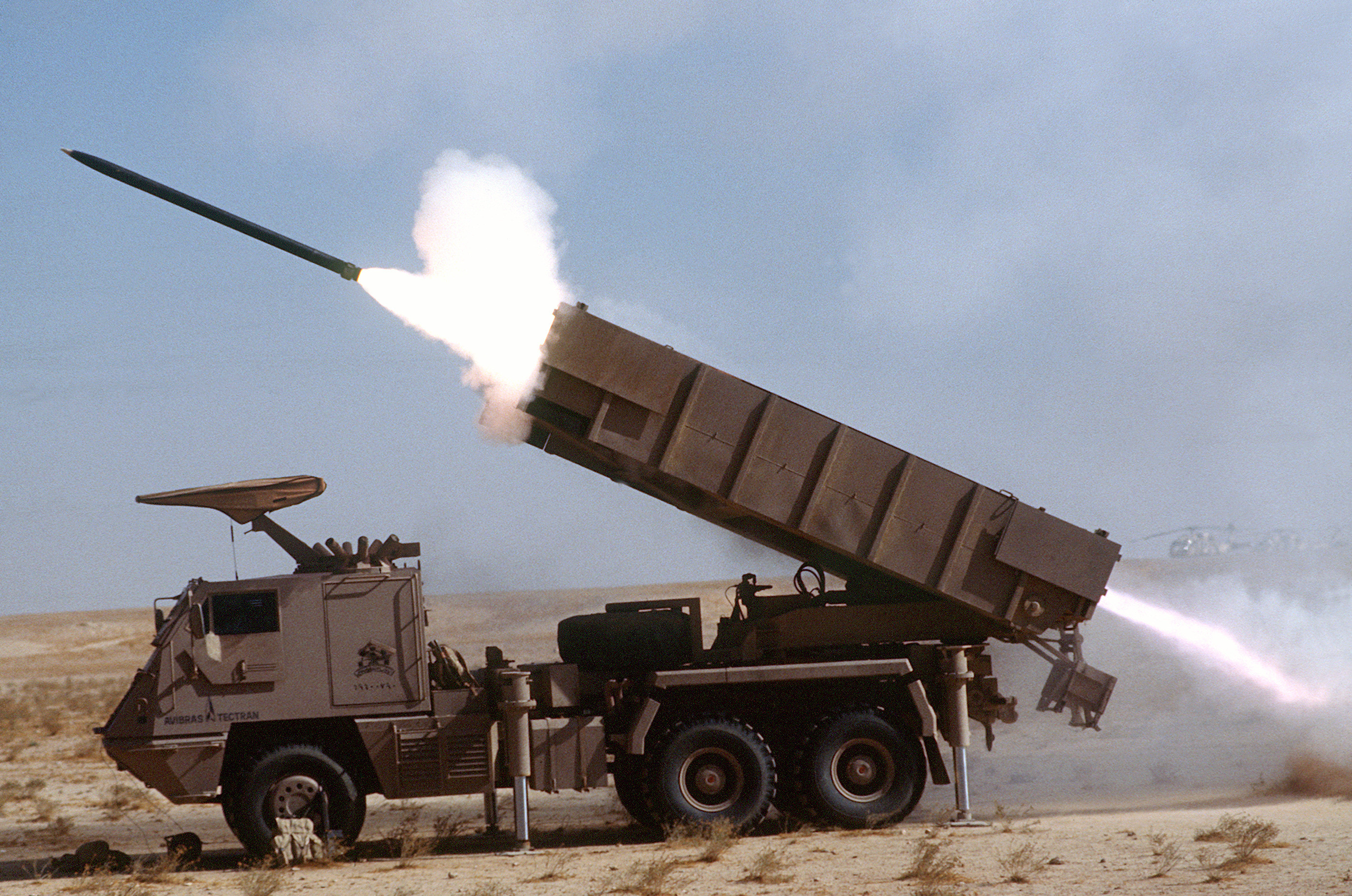
ASTROS II SS-30 der saudi-arabischen Streitkräfte beim Abfeuern einer Rakete

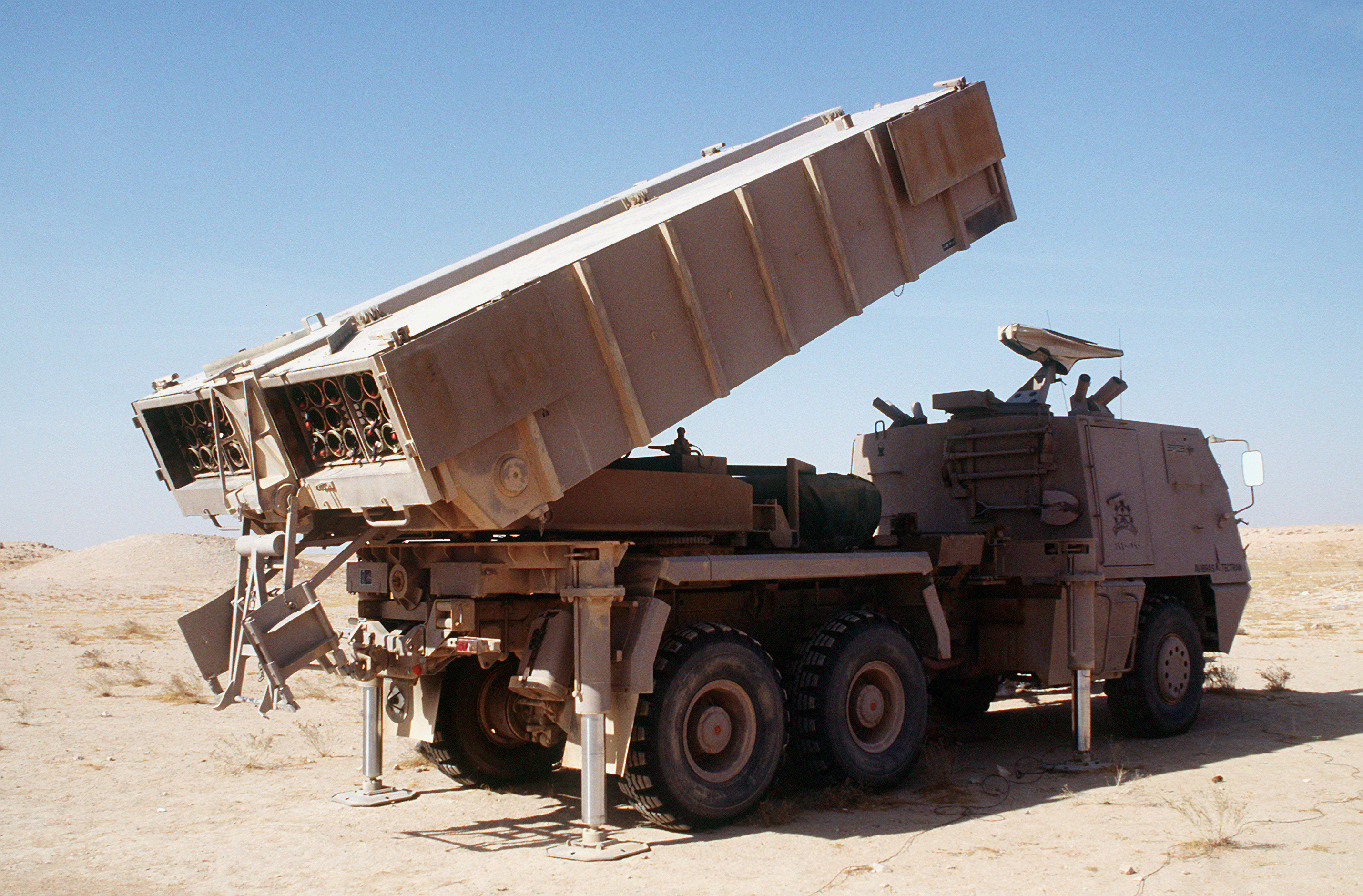
ASTROS II SS-30

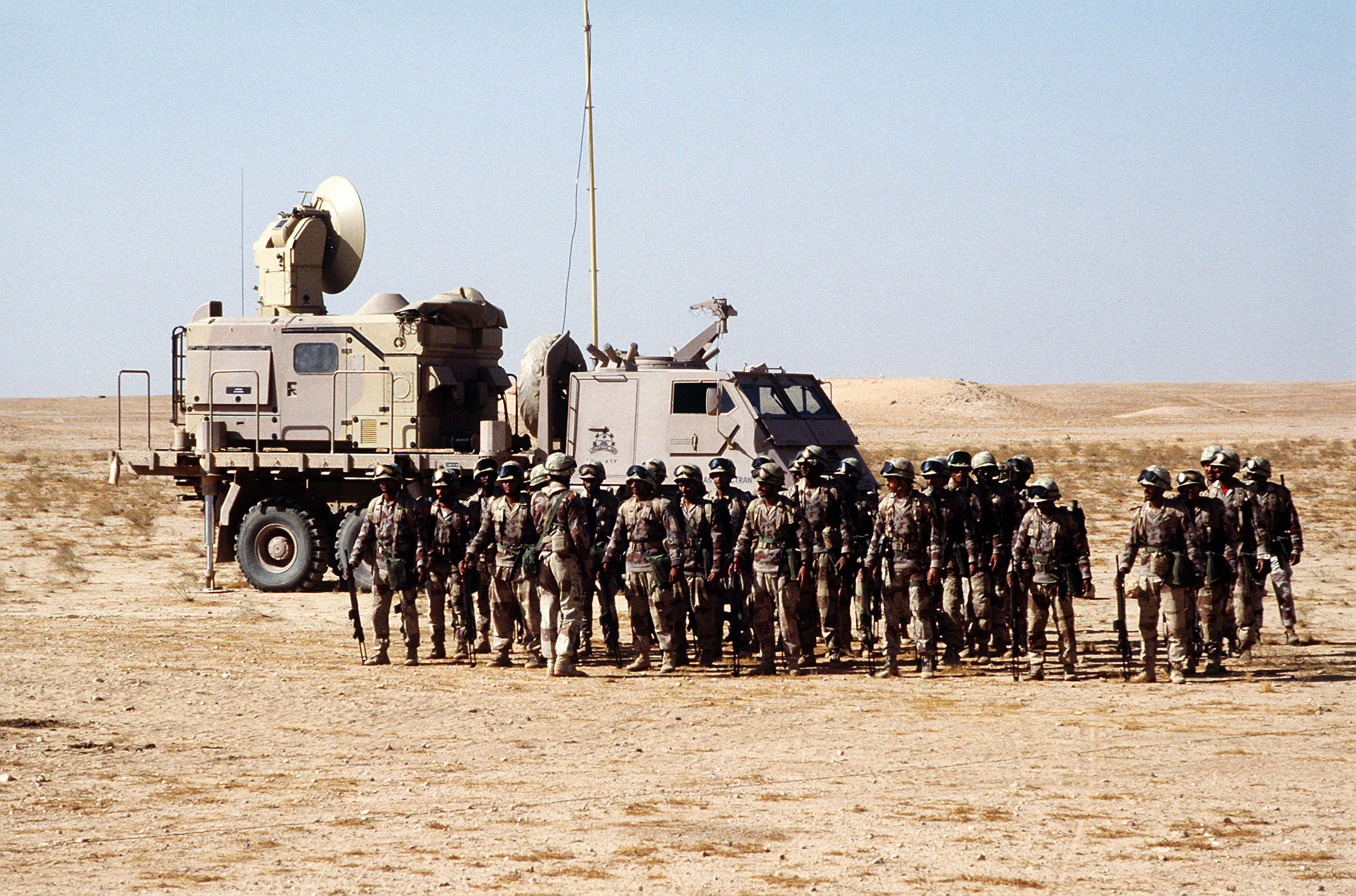
Feuerleitfahrzeug mit Radar

ASTROS II (Artillery SaTuration ROcket System) ist ein brasilianisches Mehrfachraketenwerfersystem des Rüstungsunternehmens Avibras.

## Geschichte
Das ASTROS II wurde zu Beginn der 1980er-Jahre in Brasilien hauptsächlich für den Export entwickelt. Es entstanden drei Kalibervariationen: 127 mm, 180 mm und 300 mm.
Die Feuerleitung erfolgt über Contraves-Fieldguard-Radarsystem und Computer. Dabei kann ein Radar die Feuerleitung mehrerer Werfer gewährleisten.
Alle Werfer sind auf gepanzerten 6×6-Radfahrzeugen Tectran VBT-2028 montiert. Ebenso gepanzert sind die begleitenden Munitionstransporter. Zur Selbstverteidigung und Flugabwehr ist ein schweres MG (Browning 12,7 mm) auf dem Fahrerhaus des Radfahrzeugs befestigt.
Die Raketen sind drallstabilisiert und besitzen ein Faltleitwerk. Die Raketen können mit einer ganzen Palette von Sprengköpfen ausgerüstet werden:
- Splittergefechtskopf
- Brandgefechtskopf
- Penetrationsgefechtskopf (Durchschlag 40 cm Beton)
- Bomblets AT/AP mit kombinierter Splitter- und panzerdurchschlagender Wirkung
- Bomblets HEI mit Brandwirkung (mit weißem Phosphor)
- Panzerabwehrminen mit Magnetzünder (120 mm Durchschlag)
- Antipersonenminen
- Antipersonen- und Materialminen (100 mm Durchschlag)

## Technische Daten
| System                 | ASTROS II             | ASTROS II             | ASTROS II             | ASTROS II             | ASTROS IITM           |
| ---------------------- | --------------------- | --------------------- | --------------------- | --------------------- | --------------------- |
| Rakete                 | SS-30                 | SS-40                 | SS-60                 | SS-80                 | SS-TM                 |
| Antrieb                | 1 Stufe mit Feststoff | 1 Stufe mit Feststoff | 1 Stufe mit Feststoff | 1 Stufe mit Feststoff | 1 Stufe mit Feststoff |
| Anz. Werferrohre       | 32                    | 16                    | 4                     | 4                     | 4                     |
| Länge                  | 3,90 m                | 4,20 m                | 5,60 m                | unbekannt             | unbekannt             |
| Rumpfdurchmesser       | 127 mm                | 180 mm                | 300 mm                | unbekannt             | unbekannt             |
| Gewicht                | 68 kg                 | 152 kg                | 595 kg                | unbekannt             | unbekannt             |
| min. Einsatzreichweite | 9 km                  | 15 km                 | 20 km                 | 20 km                 | unbekannt             |
| max. Einsatzreichweite | 30 km                 | 35 km                 | 60 km                 | 80 km                 | 300 km                |

## Nutzerstaaten
- Bahrain – Anzahl unbekannt
- Brasilien – 36[1]
- Irak (Lizenzbau unter dem Namen Sajil-60)
- Indonesien – 36[2]
- Malaysia – 36[3]
- Katar – 4[4]
- Saudi-Arabien – 60[5]